# Pierre Ricaud de Tirregaille
Pierre Ricaud de Tirregaille (ur. 1725, zm. po 1772) – francuski architekt okresu rokoko, czynny w Warszawie, Białymstoku i Lwowie.

## Życiorys
Przybył do Warszawy z Hiszpanii w roku 1752 lub wcześniej. Zamieszkał tam i założył rodzinę. 29 sierpnia 1752 otrzymał stopień porucznika pieszego pułku hetmana wojsk koronnych Jana Klemensa Branickiego. W roku 1753 awansował do stopnia kapitana. W latach 1753–1757 pracował przy rezydencji Branickich w Białymstoku. Prawdopodobnie równocześnie pracował nad nieokreślonymi zleceniami z Warszawy. W latach 1752–1754 kształcił jednego z architektów, pracujących w Białymstoku. Sporządził plan miasta Warszawy.
W latach 1757–1760 mieszkał we Lwowie, gdzie wykonał szereg projektów siedzib magnackich w okolicach Lwowa. Pracował na obszarze Polski do roku 1763.

## Dzieła (wybór)
- Instalacje wodociągowe rezydencji Branickich w Białymstoku (1753–1757) w tym prace nad uporządkowaniem stawów i wykonanie pomp zasilających m.in. fontanny. Opracował szczegółowy plan ogrodu przy pałacu.
- Prawdopodobnie przebudował Pałac Biesiadeckich we Lwowie (1756).
- Projekt nieistniejącego obecnie pałacu Czackiego–Felińskiego na Halickim Przedmieściu Lwowa za furtą jezuicką (1758)
- Pałac i ogród Franciszka Salezego Potockiego w Krystynopolu (Czerwonogrodzie) (1757–1760).
- Historyk sztuki Wołodymyr Wujcik przypisuje Tirregaille’owi autorstwo lwowskiego pałacu metropolitów greckokatolickich, przypisywane dotychczas Klemensowi Fesingerowi.
- Przebudowa Pałacu Mniszchów w Warszawie (do 1763)
- Szczegółowy plan Warszawy wraz z podobiznami 17 warszawskich pałaców.